# Kotłowe Góry
Kotłowe Góry – zespół wzniesień z najwyższym o wysokości 189,5 m n.p.m. na Pojezierzu Kaszubskim, położone w woj. pomorskim, w powiecie lęborskim, na obszarze gminy Cewice.
Nazwę Kotłowe Góry wprowadzono urzędowo w 1949 roku, zastępując poprzednią niemiecką nazwę Kottler Berge. Według polskiej przedwojennej mapy taktycznej wysokość najwyższego wzniesienia wynosi 180 m n.p.m. zaś według danych zawartych na "Geoportalu" 189,5 m n.p.m.